# Catilina (opera)
Catilina è un'opera in due atti di Antonio Salieri, su libretto di Giovanni Battista Casti. L'opera non fu mai rappresentata durante la vita del compositore.
La prima rappresentazione ebbe luogo solo in tempi moderni, il 16 aprile 1994 presso l'Hessisches Staatstheater di Darmstadt, con la direzione di Stephan Tetzlaff e la regia di Reinhard von der Thannen.

## Trama
La vicenda si svolge a Roma nel 63 a.C. ed è ispirata al celebre episodio della congiura di Catilina.

## Discografia
- L'ouverture di Catilina fa parte di Antonio Salieri. Overtures & Ballet music (Volume 1), direttore Thomas Fey, Mannheimer Mozartorchester. Haenssler Classic, 2008[4]